# Colorado International 2012
Il Colorado International 2012 è stato un torneo professionistico di tennis femminile giocato sul cemento. È stata la 1ª edizione del torneo, che fa parte dell'ITF Women's Circuit nell'ambito dell'ITF Women's Circuit 2012. Si è giocato a Denver negli USA dal 2 all'8 luglio 2012.

## Partecipanti

### Teste di serie
| Nazionalità | Giocatrice                | Ranking* | Testa di serie |
| ----------- | ------------------------- | -------- | -------------- |
| Portogallo  | Michelle Larcher de Brito | 150      | 1              |
| Stati Uniti | Alexa Glatch              | 154      | 2              |
| Stati Uniti | Madison Brengle           | 167      | 3              |
| Francia     | Victoria Larrière         | 182      | 4              |
| Canada      | Sharon Fichman            | 197      | 5              |
| Cina        | Zheng Saisai              | 213      | 6              |
| Stati Uniti | Maria Sanchez             | 225      | 7              |
| Sudafrica   | Chanel Simmonds           | 227      | 8              |

- Ranking al 25 giugno 2012.

### Altre partecipanti
Giocatrici che hanno ricevuto una wild card:
- Vasilisa Bardina

Giocatrici che sono passate dalle qualificazioni:
- Jan Abaza
- Nicole Gibbs
- Mayo Hibi
- Tori Kinard

Giocatrici che hanno ricevuto un entry come Special Ranking:
- Zhou Yimiao

## Campionesse

### Singolare
- Nicole Gibbs ha battuto in finale  Julie Coin con il punteggio di 6–2, 3–6, 6–4

### Doppio
- Marie-Ève Pelletier /  Shelby Rogers hanno battuto in finale  Lauren Embree /  Nicole Gibbs con il punteggio di 6–3, 3–6, [12–10]